# Карл Кристиан Ердман (Вюртемберг-Оелс)
Карл Кристиан Ердман фон Вюртемберг-Оелс (на немски: Karl Christian Erdmann von Württemberg-Oels; * 26 октомври 1716, Вилхелминенорт (Brzozowiec) при Бернщат, Полша; † 14 декември 1792, Оелс) е херцог на Вюртемберг, от 1744 до 1792 г. в Оелс (Олешница), от 1745 г. също в Бернщат-Оелс.

## Биография
Той е единственият син на херцог Кристиан Улрих II фон Вюртемберг-Вилхелминенорт (1691 – 1734) и съпругата му Филипина Шарлота (1691 – 1758), дъщеря на граф Ердман фон Редерн на Крапиц. Правнук е на херцог Силвиус I Нимрод фон Вюртемберг-Оелс († 1664) и херцогиня Елизабет Мария фон Мюнстерберг-Оелс († 1686).
Карл Кристиан Ердман учи в Оелс, Щутгарт и в университета в Тюбинген. Той участва в императорската войска в похода против Франция. По желание на майка му се мести в датската войска. През 1736 г. става датски генерал-майор на кавалерията. Карл Кристиан Ердман е покровителстван от датския крал Кристиан VI и през 1739 г. става комендант на кралската охранителна гвардия. След смъртта на Кристиан VI от Дания той се връща през 1747 г. обратно в Оелс. Пруският крал Фридрих II го номинира за генерал-лейтенант и щатхалтер на Бреслау.
През 1744 г. чичо му Карл Фридрих II се отказва като управляващ херцог на Оелс в полза на племенника му. След една година умира и херцог Карл фон Вюртемберг-Бернщат († 1745) без наследници, и Карл Кристиан Ердман обединява отново трите линии на силезийския род Вюртемберг.
Той умира като последен от рода му и е погребан в наречения на него град Карлсруе в Ополско войводство. Херцогството Оелс получава зет му Фридрих Август фон Брауншвайг-Волфенбютел.

## Фамилия
Карл Христиан Ердман фон Вюртемберг-Оелс се жени на 8 април (28 април) 1741 г. в Лаубах за графиня Мария София Вилхелмина фон Золмс-Лаубах (* 3 април 1721, Вецлар; † 26 март 1793, Оелс), дъщеря на граф Фридрих Ернст фон Золмс-Лаубах и графиня Фридерика Шарлота фон Щолберг-Гедерн. Те имат децата:
- Христиан (*/† 1742)
- Фридерика София Шарлота Августа (1751 – 1789), омъжена на 6 септември 1768 г. в Бреслау за херцог Фридрих Август фон Бруншвайг-Волфенбютел-Оелс (1740 – 1805), син на херцог Карл I фон Брауншвайг-Волфенбютел
- Фридрих Кристиан Карл (1757 – 1759)